# Gunilla Florby
Eva Gunilla Yvonne Florby, född Niwén 1943 i Lund, död 2011, var en svensk litteraturvetare.
Gunilla Florby disputerade 1982 vid Lunds universitet och var därefter universitetslektor, docent och professor i engelska med litteraturvetenskaplig inriktning i Lund. Från 2002 till sin pensionering 2010 var hon professor i engelska med litteraturvetenskaplig inriktning vid Göteborgs universitet. Hennes expertområde var främst engelskspråkig dramatik och poesi från renässansen med specialinriktning på George Chapman men hon har också forskat kring samtida kanadensisk litteratur samt aktivt deltagit i debatten kring postmodernism och postkolonialism.